# Les Maîtres du pain
Les Maîtres du pain est une mini-série française en 3 épisodes de 105 minutes, créée d'après une idée originale de Bernard Lenteric, un scénario de Jean-Pierre Gallo et Bernard Lenteric, adaptée, dialoguée et réalisée par Hervé Baslé. Elle fut diffusée à partir du 20 décembre 1993 sur France 2.

## Synopsis
À Perpezac en Corrèze, Jérôme Corbières pétrit et cuit le meilleur pain de la région. En cette nuit de Noël 1928, lui et sa femme Jeanne s'apprêtent à célébrer la naissance de l'enfant qu'ils attendent depuis dix ans. Mais les choses tournent au drame. Jeanne accouche d'un enfant mort-né et apprend avec horreur sa stérilité. Au désespoir, elle quitte le domicile conjugal et se réfugie chez ses parents où son père, qui voue une haine farouche à Jérôme, est bien décidé à les séparer à jamais.
Jérôme se résout alors à l'adoption. C'est à l'orphelinat qui l'a vu lui-même grandir qu'il décide alors d'aller chercher un apprenti, et qui sait, un fils à qui transmettre l'amour du métier. Honoré et Sébastien, deux gamins aux caractères bien distincts, auront sa préférence, et à peine les a-t-il installés chez lui que Jérôme commence à leur enseigner le goût du bon pain. Il ne leur manque plus qu'une maman.
Basile, le père de Jeanne, intercepte les lettres envoyées par Jérôme pour empêcher leurs retrouvailles. Mais quand il apprend que sa fille, au plus mal, est atteinte de la tuberculose, il est pris de lourds remords et avoue sa faute. Jeanne guérit, se réconcilie avec Jérôme, et apprend avec joie l'arrivée des garçons. Elle rentre à la maison. Tout semble rentrer progressivement dans l'ordre. 
Mais Jérôme ne résiste pourtant pas aux avances de la sulfureuse Sylvana. Quand Jeanne l'apprend, furieuse, elle décide de se venger en couchant avec le premier homme venu, le dénommé Albert Le Mentec. Elle en tombe enceinte et accouche d'une fille, Claire. Jérôme, qui voit à jamais s'envoler son rêve d'une paternité biologique, est effondré.
Pendant ce temps, Honoré et Sébastien découvrent l'école et réussissent brillamment leurs études. Sébastien rencontre Marie-Claude, la fille du baron et de la baronne du Castel. Ils tombent amoureux.
Dix ans plus tard, l'amour a eu raison des malentendus. Jeanne et Jérôme élèvent leur fille Claire. Ils sont les seuls à connaître le lourd secret de sa naissance. Honoré et Sébastien sont devenus des artisans-boulangers accomplis. Mais Honoré se sent mis à l'écart vis-à-vis de son frère et s'éloigne. Il tombe dans les griffes de Sylvana, l'ex-amante de Jérôme. Ce dernier parviendra à l'en libérer et à le convaincre qu'il a autant d'estime pour lui que pour Sébastien.
Sébastien et Marie-Claude filent le parfait amour. La jeune femme tombe enceinte. Mais sa mère, la baronne du Castel, refuse obstinément de donner la main de sa fille à Sébastien.
La guerre éclate. Jérôme, Honoré et Sébastien sont mobilisés. C'est le moment que choisit Albert Le Mentec, qui a retrouvé la trace de Jeanne et de sa fille, pour tenter de la reconquérir. Il échoue et se retire, sans avouer sa paternité à Claire.
Marie-Claude, enceinte, ne supporte plus la surprotection de sa mère à qui elle n'a pas pardonné le refus de la demande en mariage de Sébastien. Elle décide de s'installer chez les Corbières pour y mener paisiblement la fin de sa grossesse. Elle accouche d'un petit garçon, promis à être le futur héritier de l'art familial de la boulange. La saga se termine sur l'image de Jérôme, fou de joie, tenant la main de son petit-fils.

## Distribution
- Wladimir Yordanoff : Jérôme Corbières
- Anne Jacquemin : Jeanne Corbières
- Françoise Seigner : Astérie
- Élisabeth Margoni : Sylvana
- Briac Barthélémy : Honoré à 12 ans
- Renan Mazéas : Sébastien à 12 ans
- Matthieu Rozé : Honoré à 20 ans
- Cyril Dubreuil : Sébastien à 20 ans
- Roger Dumas : Basile Restou
- Danièle Lebrun : la baronne du Castel
- Geneviève Mnich : Fifine
- Martine Sarcey : Marie Restou
- Yann Babilée : Albert Le Mentec
- Georges Bécot : le facteur
- Roland Bertin : le directeur de l'orphelinat
- Claude Bouchery : l’instituteur Forget
- Paul Crauchet : La Fatigue
- Marcel Bozonnet : le baron du Castel
- Gérard Chaillou : un médecin
- Cendrine Chatrefou : Agnès
- André Chaumeau : le curé
- Estelle Skornik : Marie-Claude à 20 ans
- Anaïs Subra : Marie-Claude à 12 ans
- Anne-Laure Grondin : Claire

Enfants de l'orphelinat :
- Fabien Guémas
- Christophe Guémas

## Récompenses
- 7 d'or 1995 : Meilleur téléfilm / Meilleur film de TV, les Maîtres du pain, France 2.
- 7 d'or 1995 : Meilleur réalisateur de fiction pour Hervé Baslé, les Maîtres du pain, France 2.
- 7 d'or 1995 : Meilleur auteur / Meilleur auteur ou scénariste de fiction / Meilleur auteur ou scénariste : Hervé Baslé, Jean-Pierre Gallo et Bernard Lenteric pour les Maîtres du pain, France 2.
- 7 d'or 1995 : Meilleurs décors : Yves de Marseille pour les Maîtres du pain, France 2
- 7 d'or 1995 : Meilleur montage : Anne-Marie Basurco et Claude Ronzeau

## Commentaires
La série est adaptée du roman éponyme de Bernard Lenteric et passionne en moyenne 10 millions de spectateurs. 
Les scènes principales sont tournées, en juillet-août 1993, non en Corrèze, mais en Mayenne : Sainte-Suzanne, Mézangers, Sainte-Gemmes-le-Robert, Mayenne, Évron, ce qui explique que, dans le départ pour la guerre au dernier épisode, les appelés de Perpezac en Corrèze prennent le train dans une gare clairement indiquée comme « Gare d’Évron », à un demi-millier de kilomètres de leur département d'origine. 
La maison du 1 bis, place Hubert-II-de-Beaumont, à Sainte-Suzanne (Mayenne), qui sert de décor à la boulangerie de Jérôme Corbières dans le téléfilm, est nommée dans les années 2000 Les Maîtres du pain. Le fournil montré dans le film est celui de Lionel Poilâne, à Paris.
Le 8 février 2010, près de 17 ans après le tournage, une projection de la série rassemble plus de 300 personnes (dont de nombreux anciens figurants de la région) dans la salle socioculturelle Maxime-Létard de Sainte-Suzanne, en présence du réalisateur et dialoguiste, Hervé Baslé.
Quelques semaines après la diffusion, devant l'immense succès rencontré, Bernard Lenteric écrit et publie un second tome, intitulé L’Héritage.